# 埃莱克特雷奈

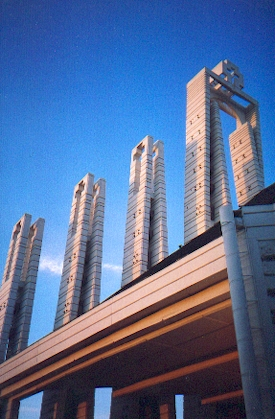
埃莱克特雷奈教堂

埃莱克特雷奈是立陶宛维尔纽斯县的一座城市，人口14,050人（2001年）。
埃莱克特雷奈建于苏联时期，主要为了安置附近一个发电厂的工人，是立陶宛最年轻的城市之一。城市名字源自立陶宛语“elektra”，意思为“电力”。
54°47′19″N 24°39′40″E / 54.788611°N 24.661231°E